# Marguerite Thomas-Clement
Marguerite Thomas-Clement, geboren als Marguerite Clement (* 17. Mai 1886 in Luxemburg-Stadt; † 11. April 1979 in Noerdingen) war eine luxemburgische Lehrerin und Politikerin. Sie zählt zu den politischen Pionierinnen in Luxemburg und wurde 1919 als erste Frau in die luxemburgische Abgeordnetenkammer gewählt, der sie bis 1931 angehörte. Erst 1965 zog mit Astrid Lulling erneut eine Frau in das luxemburgische Parlament ein.

## Leben
Marguerite Clément wurde am 17. Mai 1886 in Luxemburg-Stadt geboren. Sie stammte aus einfachen Verhältnissen und absolvierte eine Ausbildung zur Lehrerin. Im Jahr 1917 heiratete sie in Stuttgart Xavier Thomas, Sozialist und Mitglied der „Action républicaine“. Genau wie ihr Ehemann engagierte sich auch Thomas-Clement politisch und trat 1919 in die „Sozialistesch Partei“ ein (später umbenannt in „Sozialdemokratesch Partei“).
Nachdem am 8. Mai 1919 in Luxemburg das allgemeine Wahlrecht eingeführt worden war, was bedeutete, dass auch Frauen erstmals wählen durften und gewählt werden konnten, ließ sich Thomas-Clément bei den Parlamentswahlen vom 26. Oktober 1919 auf der sozialdemokratischen Liste des Wahlkreises „Zentrum“ aufstellen. Als einzige der vier weiblichen Kandidatinnen gewann sie ein Mandat und wurde als erste Frau in die Chamber, das Parlament des Großherzogtums Luxemburg, gewählt.

Berthe Schmitz, die als Schülerin die Vereidigung von Thomas-Clement im Parlament miterlebt hatte, schilderte 1979 in einem Interview anlässlich des 70. Jahrestags des Ereignisses ihre Empfindungen: 

„Nun sollte das Ereignis des Jahrhunderts stattfinden: die als erste gewählte Luxemburgerin sollte vereidigt werden, und wir mussten die Schulbank drücken. Kam nicht in Frage. Diese Sache mußte man gesehen haben, da mußte man dabei geweisen sein. […] Inzwischen hatte die Eidesleistung begonnen. Nun stand Madame Thomas auf dem Podium. Wir verschlangen sie mit unseren Blicken. Der hochgestreckte Arm, die ausgestreckten Schwurfinger, die feierlichen Eidesformels, die beobachtenden, abwägenden Blicke der männlichen Kollegen – alles das trieb uns eine Gänsehaut über den Rücken. Eine Geschlechtsgenossin hatte sich in die Arena gewagt, hatte den Mut aufgebracht, als erste Frau in der luxemburgischen Geschichte politische Verantwortung zu übernehmen und hatte feierlich geschworen, ihr Bestes zu tun. Die Welt um uns versank. Uns blieb der Eindruck des Einmaligen, des Nichtwiederholbaren.“

Wenige Monate nach ihrer Wahl brachte Thomas-Clement 1920 einen ersten Gesetzentwurf im Parlament ein, „um nach der politischen auch die zivile und wirtschaftliche Gleichstellung der beiden Geschlechter“ zu erreichen. Der Gesetzentwurf wurde jedoch nicht verabschiedet. Bald bekannt als „parlamentarische Sprecherin der Frauen“, brachte Thomas-Clement in der Abgeordnetenkammer soziale Themen zur Sprache, die in der luxemburgischen Gesellschaft der 1920er Jahre meist ignoriert wurden. Ein großes Anliegen war ihr die Verbesserung der schlechten Arbeitsbedingungen und der Bezahlung der Frauen, die in der Stahlindustrie beschäftigt waren. Sie prangerte auch die schockierenden hygienischen Zustände in den Entbindungsstationen der Hauptstadt an und scheute nicht davor zurück, Prostituierte zu verteidigen, die im Frauengefängnis inhaftiert waren, weil sie ansteckende Krankheiten verbreiteten.
Thomas-Clément wurde auch bei den folgenden Parlamentswahlen mehrfach wiedergewählt und gehörte der Chamber von 1919 bis 1931 an. Im Jahr 1924 war es zu einer Spaltung der sozialdemokratischen Partei gekommen, und in der Folge war Thomas-Clement Mitglied der „Radikalen Sozialistischen Partei“ geworden. Als diese 1931 aufgelöst wurde, verlor sie ihren Sitz in der Chamber. Im gesamten Zeitraum zwischen 1919 und 1931 war sie die einzige Frau im Parlament geblieben. Erst 1965 wurde mit Astrid Lulling wieder eine Frau in das luxemburgische Parlament gewählt.
Auf kommunalpolitischer Ebene war Thomas-Clement ebenfalls aktiv. Im Jahr 1921 wurde sie – wiederum als erste Frau – in den Gemeinderat von Luxemburg-Stadt gewählt und war dort von 1925 bis 1928 als Schöffin tätig. 1926 schloss sie sich auch der außerparlamentarischen Frauenvereinigung „Action féminine“ an.

Ein Zeitzeuge beschrieb Thomas-Clement 1929 in einem Zeitungsartikel wie folgt: 

„Sie hat eine Sicherheit im Auftreten, die manche verblüfft. Wir würden, wenn wir […] nicht einer Dame gegenüber galant sein wollten, dafür den treffenden gallischen Ausdruck „culot“ gebrauchen. Mit dieser Sicherheit schwebt und rauscht sie durch den Sitzungssaal der Kammer, die Beratungszimmer des Schöffenrates […] und durch die qualmenden, schwitzenden und keifenden Volksversammlungen, die sich zu Wahlzeiten um das Katheder der Dorfschule und die Tribüne der Tanzdiele drängen. Sie spricht mit sicherem Geschick und genauer Erfassung der Volkspsychose. In leichtem, fülligem tändelndem Genre und dabei übersichtlich klarer und reiner Form. Platt und französisch. […] Ihre politische Haltung der letzten Jahre ist lediglich durch den Haß bedingt, der sie von einigen Führern der Arbeiterpartei trennt. Diesem Haß hat sie Alles geopfert: Ihre Prinzipien, ihr Programm, ihre Freunde und – ihre Zukunft!“

Über das Leben von Marguerite Thomas-Clement nach ihrem Ausscheiden aus dem Parlament ist wenig bekannt. Sie starb am 11. April 1979 – wenige Wochen vor Vollendung ihres 93. Lebensjahres – in Noerdingen.

## Gedenken

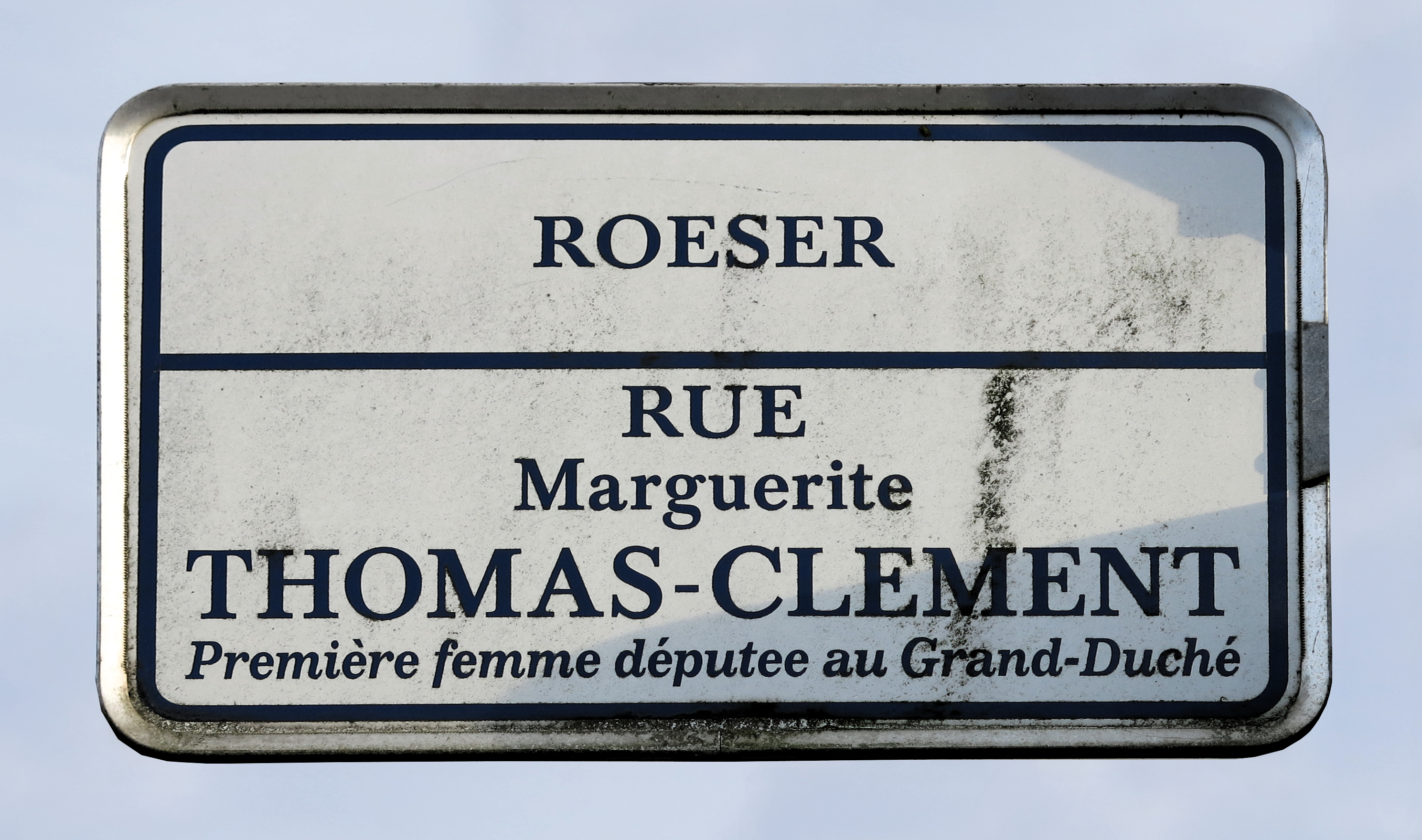
Straßenschild Rue Marguerite Thomas-Clement in Roeser

Zu ihrem Andenken wurden in verschiedenen Orten in Luxemburg Straßen oder Plätze nach ihr benannt, so die Rue Marguerite Thomas-Clement in Luxemburg-Stadt, die Place Marguerite Thomas-Clement in Koerich sowie Straßen in den Gemeinden Strassen und Roeser.